# Заторско княжество
Заторско княжество (на полски: Księstwo zatorskie; на чешки: Zátorské knížectví; на немски: Herzogtum Zator) е едно от силезийските княжества със столица град Затор.

## История
Първоначално град Затор е влизал в състава на Освиенцимското княжество. През 1445 г. Освиенцимското княжество е разделено между трима братя: Вацлав, Пшемислав и Ян. Най-големият от тримата братя, Вацлав, получава като владение Затор и става основател на Заторското княжество. Пшемислав започва да управлява град Тошек, а най-младият, Ян, остава като владетел в Освиенцим. През 1456 г. Вацлав I Заторски полага васална клетва за вярност към полския крал Кажимеж IV Ягелончик.
- Освиенцимското и Заторското княжества, карта от Абрахам Ортелий, 1603 г.

През 1468 г., след смъртта на Вацлав, Заторското княжество е съвместна собственост на неговите синове: Кажимеж II Заторски, Вацлав II Заторски, Ян V Заторски и Владислав Заторски. През 1474 г. Кажимеж, заедно с по-малките си братя, разделя Заторското наследство на две части. Кажимеж и Вацлав започват да владеят половината от Заторското княжество, а Ян V и Владислав – другата половина на княжеството. През 1484–1487 г., след смъртта на бездетния си брат Вацлав, Кажимеж става едноличен владетел в една част на княжеството.
- Княжеският замък в Затор

През 1482 г. съкнязете Ян V Заторски и Владислав Заторски си поделят на две Заторското княжество. След смъртта на тримата си братя Кажимеж (1490 г.) и Владислав (1494 г.), Ян V обединява цялото Заторско княжество под своята власт.
На 29 юни 1494 г. княз Ян V Заторски продава Заторското княжество за еднократно 80 000 флорина, изплатени веднага, и допълнително 200 гривни (валута) годишно и 16 балвана (големи буци по няколко стотин килограма) каменна сол, на новия крал на Кралство Полша Ян I Олбрахт (1492–1501 г.). Самият Ян Заторски запазва княжеската си титла и поземлени владения. През 1501 г. и 1506 г. той два пъти отдава омаж (церемониална клетва коленичейки пред монарха) на полската корона.
След убийството на княз Ян V Заторски от сандомежския кастелан Вавжинец Мишковски на 17 август 1513 г. в село Ласкова край Затор заради спор за ползването на водата в едно езеро, то неговото княжество де факто е присъединено към Кралство Полша. До 1518 г. княжеската титла се споменава в документи, последно в Краков.
През 1564 г., на сейм (народно събрание) във Варшава, Освиенцимското и Заторското княжество вече де юре са включени в състава на Кралство Полша под формата на Силезийски повят на Краковското войводство, запазват част от своята правна и организационна автономия до 1772 г. С това се въвежда полското право на мястото на силезийското, а заедно с него и полският език като официален, вместо използвания преди това чешки.
След Първата подялба на Полско-литовската държава през 1772 г., Освиенцимското и Заторското княжества стават част от Хабсбургската империя, ставайки част от Кралство Галисия и Лодомерия. Хабсбургските императори използват княжеската заторска титла като своя – например, от 29 януари 1869 г. пълната титла на Франц Йосиф I е „Негово императорско и кралско апостолическо величество, Франц Йосиф I, по Божия милост император на Австрия, крал на Унгария и Бохемия, на Далмация, Хърватия, Славония, Галиция, Лодомерия и Илирия; (...) херцог на Затор (...)“.
През 1815 г., след Виенския конгрес, княжествата стават част от Германския съюз. След Първата световна война през 1918 г. тези територии са включени във Втората полска република.

## Князе Заторски
| №                                                       | Име (години на живот)                                 | Родители                             | Години на управление   | Бележки |
| ------------------------------------------------------- | ----------------------------------------------------- | ------------------------------------ | ---------------------- | --- |
| 1                                                       | Вацлав I Заторски (около 1414 г. - до 29 юли 1468 г.) | Кажимеж I Освиенцимски Анна Жаганска | 1445 г. – 1468 г.      | княз Освиенцимски (от 1433/1434 г. до 1445 г.) |
| 2                                                       | Кажимеж II Заторски (ок. 1450 г. - 1490 г.)           | Вацлав I Заторски Мария Копачевска   | 1468 г. – 1490 г.      | От 1474 г. до 1484/1487 г. той притежава източната половина на княжеството заедно с брат си Вацлав II, а от 1484/1487г. до 1490 г. самостоятелно.                                                |
| 3                                                       | Вацлав II Заторски (ок. 1450 г. - 1484/1487 г.)       | Вацлав I Заторски Мария Копачевская  | 1468 г. – 1484/1487 г. | От 1474 г. до 1484/1487 г. той притежава източната половина на княжеството заедно с брат си Кажимеж II.                                                                                          |
| 4                                                       | Ян V Заторски (ок. 1455 г. - 17 април 1513 г.)        | Вацлав I Заторски Мария Копачевска   | 1468 г. – 1494 г.      | От 1474 г. до 1482 г. той притежава западната половина на княжеството заедно с брат си Владислав, а от 1482 г. до 1490 г. – самостоятелно. От 1490 г. до 1494 г. той притежава цялото княжество. |
| 5                                                       | Владислав Заторски (ок. 1455 г. - 1494 г.)            | Вацлав I Заторски Мария Копачевска   | 1468 г. – 1482 г.      | От 1474 г. до 1482 г. той притежава западната половина на княжеството заедно с брат си Ян V. |
| От 1494 г. княжеството е част земите на Полската корона |                                                       |                                      |                        | |

## Карти
- Освиенцимското княжество в границите на Короната на Кралство Полша на картата от Вацлав Гродзецки, публикувана през 1592 г.
- Освиенцимското и Заторското княжества – карта от 1659 г.
- Промени в границите на Освиенцимското княжество през Средновековието
- Освиенцимското княжество